# Asiel Babastro
Asiel Babastro (Morón, Cuba, 12 de septiembre de 1989) es un director de cine, guionista, productor, editor y director de arte cubano conocido principalmente por su trabajo en publicidad, cortometrajes y video musical . Ha trabajado con Willy Chirino, Gente de Zona, Ara Malikian, Pablo Milanés, Fabri Fibra, Omara Portuondo y Gilberto Santarosa.
Se le reconoce además por el director del videoclip de "Patria y Vida", que se convirtió en un himno de la libertad durante las protestas del 11 de julio en Cuba.
Su estética es alternativa, y su obra se caracteriza por su poética y carga simbólica. Es el creador de la productora audiovisual Alternativo Art.

## Biografía
Asiel Babastro es un artista multidisciplinario, con una formación elemental en guitarra clásica y artes plásticas en la Academia Raúl Martínez. Educación artística que complementó con talleres de dirección, dramaturgia y guion .
Se inició como realizador audiovisual y fotógrafo en Morón, Ciego de Ávila, cuando apenas filmaba con una cámara doméstica. Su debut en el terreno del video musical fue en el año 2012, mientras que, como fotógrafo, su primera experiencia estuvo asociada a una película independiente en el año 2011.
Babastro, que se considera un autodidacta con un sólido sustento semiótico, ha desarrollado una carrera tanto en Cuba como en los Estados Unidos, posicionándose como uno de los directores cubanos importantes dentro de la industria audiovisual contemporánea.
Ha trabajado con artistas como Willy Chirino, Ara Malikian, Gente de Zona, Pablo Milanés, Fabri Fibra, Laïoung, Idania Valdés, Decemer Bueno, El Chacal, entre otros..
En 2019, Babastro dirigió el videoclip "Patria y Vida", una canción que se convirtió en el himno de la libertad durante las protestas del 11 de julio en Cuba. Este trabajo le valió reconocimiento internacional y una doble nominación a los Premios Latin Grammy. Debido a su participación en este proyecto, tiene prohibido visitar Cuba, su país natal.
En 2020, su clip "Ámame como soy" fue incluido en la lista de "Los 15 videoclips más interesantes" según Rolling Stone. La revista destacó la capacidad de Babastro para explorar el videoclip como testimonio actual del tiempo y reflejar preocupaciones contemporáneas.

En sus materiales Babastro plantea sus conocimientos artísticos en correspondencia con el momento en que vive. Insiste en su particular estilo; por lo que prefiere asumir propuestas en las que tenga libertad creativa. Su trabajo lleva un sello distintivo por la utilización de un discurso que introduce realidades y emoción..
Mi trabajo es como una realidad alienada desde mi criterio estético, basado en la responsabilidad que tengo para aberrar o no las masas. Yo soy muy consciente de eso, mi mirada a veces es cruel, pero es precisamente para crear catarsis y salvar cosas, creo que la emoción te puede llevar más fácil, es un trayecto más corto para crear conciencia.

Además de su trabajo en el cine y la publicidad, ha incursionado en el arte contemporáneo, con obras como "Marshington" que se exhibió en Art Basel. También ha lanzado una marca de ropa, "Babastro X Yas" en colaboración la diseñadora de modas Yas Gonzalez.
Asimismo, ha expuesto de manera personal y colectiva su obra de pintura y fotografía, y cuenta con colecciones privadas en países como Alemania, Estados Unidos, Francia e Inglaterra.
Babastro es considerado un defensor de la democracia y los derechos humanos, y su obra se ha visto comprometida con estos temas.
Su voz ha sido recurrente en foros y eventos relacionados con la libertad y la democracia en América Latina, siendo un activista importante en la causa de la libertad y el estado de los derechos humanos en Cuba.